# Helius tetracradus
Helius tetracradus är en tvåvingeart som beskrevs av Alexander 1967. Helius tetracradus ingår i släktet Helius och familjen småharkrankar.
Artens utbredningsområde är Honduras. Inga underarter finns listade i Catalogue of Life.